# Pachyneurella bicolor
Pachyneurella bicolor är en tvåvingeart som först beskrevs av Borgmeier och Schmitz 1923.  Pachyneurella bicolor ingår i släktet Pachyneurella och familjen puckelflugor. Inga underarter finns listade i Catalogue of Life.